# Medmassa vidua
Medmassa vidua là một loài nhện trong họ Corinnidae.
Loài này thuộc chi Medmassa. Medmassa vidua được Roger de Lessert miêu tả năm 1923.